# Надніденський ландшафтний парк

Надніденський ландшафтний парк (пол. Nadnidziański Park Krajobrazowy)- природоохоронна територія в Польщі, розташована на півдні Свентокшиського воєводства, на річці Ніда.  
Заснований у грудні 1986 року. Головна садиба знаходиться у Пінчуві. Площа основної території -  228.886 км², площа буферної зони - 263,12 км² . Парк розташовується у гмінах Бусько-Здруй, Імельно, Кіє, Міхалув, Новий Корчин, Отаповець, Пінчув, Віслиця і Злота та належить до мережі природоохоронних територій ЄС Natura 2000. 

## Фізико-географічні умови
У парку охороняються водно-болотні угіддя у долині річки Ніда з меандрами, старицями та численними рукавами. Вапнякові та гіпсові пагорби вкриті степовою рослинністю. Трапляються геологічні відслонення гіпсу та мергелю, а також карстові форми рельєфу. Найціннішими є великі кристалічні (глазуровані) гіпси. Кристали, з яких вони побудовані, досягають довжини 3,5 м.
Кліматичні умови в парку значно м'якіші, ніж у регіоні Свентокшиських гір. Середньорічна температура повітря в південній частині парку становить +7,5°C, а в північній частині +7° C. Найнижчі середньомісячні температури спостерігаються в січні -3°C у північній частині парку, а трохи нижчі -2,5°C у південній частині. Найвищі значення середньомісячних температур +19°C зафіксовані у липні.

## Рослинність
Лучна рослинність Парку представлена такими видами: пирій середній, миколайчики польові та плоскі, дзвоники болонські, осока рання, жовтець ілірійський, шавлія лучна, конюшина червонувата, конюшина блідо-жовта, осока низька, сон лучний. Із степових рослин трапляються: сухоребрик мінливий, сеслерія болотяна, горицвіт весняний, горобинець волосистий, ковила волосиста, вишня степова, айстра золотиста, лілія лісова, анемона лісова, льон шорсткий та жовтий, ковила пірчаста, дев'ятисил безстеблий, осот паннонський, первоцвіт весняний та високий, купальниця європейська, зміячка пурпурова, куцоніжка пірчаста. Також зростають рідкісні види рослин, що потребують охорони: дягель болотяний, відкасник татарниколистий, зозулині черевички справжні, серпій різнолистий, ясенець білий, жировик Льозеля.
Відповідно до  Директиви 92/43/ЄС «Про збереження природних оселищ та видів природної фауни і флори» у Парку охороняються такі види оселищ: 
| Код  | Тип оселища | Площа, га |
| ---- | --- | --------- |
| 1340 | Континентальні засолені луки (Littorelletalia uniflorae)                                                                                        | 0.05      |
| 2330 | Континентальні дюни з незімкненими угрупованнями з Corynephorus та Agrostis                                                                     | 4.93      |
| 3150 | Природні евтрофні озера з рослинністю типу Magnopotamion або Hydrocharition                                                                     | 83.96     |
| 3260 | Водотоки від рівнинних до монтанних поясів з рослинністю Ranunculion fluitantis та Callitricho-Batrachion                                       | 8.95      |
| 3270 | Мулисті береги річок з рослинністю Chenopodion rubri p.p. та Bidention p.p                                                                      | 0.94      |
| 6120 | Трав'яні угруповання на сухих карбонатних пісках                                                                                                | 2.26      |
| 6210 | Напівприродні лучні степи, остепнені луки й чагарникові зарості на вапнякових субстратах (Festuco-Brometalia) (оселища, важливі для орхідних) p | 159.31    |
| 6230 | Багатовидові луки з Nardus на силікатних субстратах гірських (та передгірних) регіонів континентальної Європи                                   | 4.12      |
| 6410 | Луки з Molinia на вапнякових, торф'яних або глинисто-мулових ґрунтах (Molinion caeruleae)                                                       | 152.89    |
| 6430 | Гідрофільні прибережні зарості високотравних угруповань рівнин і від монтанного до альпійського висотних поясів                                 | 0.49      |
| 6440 | Заплавні луки річкових долин Cnidion dubii | 266.15    |
| 6510 | Низинні викошувані луки (Alopecurus pratensis, Sanguisorba officinalis)                                                                         | 2696.28   |
| 7230 | Лужні низинні болота | 192.29    |
| 8310 | Печери, які закриті для відвідування | 0.81      |
| 9170 | Дубово-грабові ліси Galio-Carpinetum | 152.7     |
| 91E0 | Заплавні ліси з Alnus glutinosa та Fraxinus excelsior (Alno-Padion, Alnion incanae, Salicion albae)                                             | 112.87    |
| 91I0 | Євро-сибірські степові ліси Quercus spp. | 16.08     |
| 91T0 | Центральноєвропейські лишайникові ліси сосни звичайної                                                                                          | 144.44    |

## Тваринний світ
У парку охороняються види тварин, вкючені до  Директиви 92/43/ЄС «Про збереження природних оселищ та видів природної фауни і флори»:
- молюски: перлівниця товста, равлик-завиток лівозакручений, равлик-завитка Мулена;
- комахи: бабка двокольорова, Дукачик блакитнуватий, дукачик непарний, офіогомфус Цецилія, жук-самітник, синявець чорнуватий, синявець Телей;
- риби: білизна звичайна, щипавка звичайна, щипавка золотиста, бабець європейський, в'юн звичайний, мінога струмкова, гірчак європейський;
- земноводні: кумка червоночерева, тритон гребінчастий;
- ссавці: бобер європейський, видра річкова.

Парк є місцем мешкання, розмноження, харчування та відпочинку на перельоті видів, що охороняються Пташиною директивою ЄС, найчисельніші з яких: широконіска, чирянка мала, свищ, крижень, чирянка велика, нерозень, гуска білолоба, гуска сіра, гуменник, чапля сіра, попелюх, чернь чубата, крячок білощокий, крячок білокрилий, крячок чорний, лелека білий, деркач, лебідь-шипун, чепура велика, лиска, баранець звичайний, курочка водяна, сорокопуд терновий, мартин малий, мартин звичайний, грицик великий, кульон великий, брижач, сивка звичайна, пірникоза велика, пірникоза чорношия, погонич звичайний, пастушок, пірникоза мала, коловодник болотяний, чайка.
Менш численні види орнітофауни Парку, що потребують охорони: підорлик великий, сова болотяна, лелека чорний, лунь очеретяний, лунь польовий, лунь лучний та ін.